# Lutynia (Kłodzko)
Pour les articles homonymes, voir Lutynia.
Lutynia est une localité polonaise de la gmina de Lądek-Zdrój, située dans le powiat de Kłodzko en voïvodie de Basse-Silésie.

## Histoire
De 1818 à 1945, Leuthen fait partie de l'arrondissement d'Habelschwerdt dans le district de Breslau au sein de la province de Silésie.